# Eőry Kató
Eőry Kató (névváltozataː Simkó Eöri Erzsi, Eöri E. Kató; Budapest, 1905. szeptember 6. – Budapest, 2000. március 7.) magyar színművész.

## Életpályája
Édesapja Simkó József tanár és országgyűlési képviselő, édesanyja felsőeöri Demény Berta volt. A gimnáziumot a Váci utcai leányiskolában végezte. 1926-1929 között a Színművészeti Főiskola hallgatója volt. 1929-1948 között a Nemzeti Színház, 1948-1949 között a Belvárosi Színház, 1953-1956 között a Magyar Néphadsereg Színháza, 1956-1961 között a József Attila Színház tagja volt. 1970 körül egy orvosi műhiba miatt megvakult.
Férje Mátyássy Tibor volt, akivel közös gyermekei: Erzsébet és Zsolt. Unokája Mátyássy László szobrász, dédunokái Mátyássy Áron és Mátyássy Bence.
1944 októbere és decembere között házában bújtatta Ruttkai Évát és édesanyját a zsidó deportálás elől. Ruttkai Éva később Erzsébet lánya irataival menekült tovább, biztonságosabb helyre.

## Fontosabb színházi rendezései
- Bianca (Shakespeare: Othello)
- O-Karu (Kállay Miklós: A roninok kincse)
- Jessica (Shakespeare.: A velencei kalmár)

## Filmes és televíziós szerepei
- Te csak pipálj Ladányi (1938)
- Zivatar Kemenespusztán (1938)
- A királyné huszárja (1936)
- Ida regénye (1934)
- Iza néni (1933)
- A bor (1933)
- Piri mindent tud (1932)

## Díjai és kitüntetései
- Farkas-Ratkó-díj (1933)
- Világ Igaza-kitüntetés (2010)[9]